# カオの法則
カオの法則（カオのほうそく）は、サイモン・カオ (英：Simon Cao) が提唱した、通信に関する法則。

## 概要
「波長分割多重方式の光ファイバー1本で情報を伝送する場合、波長毎の伝送速度を大きくするよりも多重数を増やすという選択が最善である」、また「光ファイバー1本の伝送路と通信容量はムーアの法則以上に早く増加する」というもの。
これは前者が情報伝達速度を上げる（1波長での変調速度や効率を良くする）よりも同じ変調を違う波長帯で行って多重化する方がコスト的にも技術的にも有効であるためである。
通信の世界では新しい変調技術が開発されるのはそう短くない為、基本的に過去の技術の改良という形が行われてきた。
しかし、その技術の向上は後者の法則には間に合わない。その為、波長分割多重化を行った方が有利である。
ただし、あくまで一時しのぎの方法論なので、長期的な目で見るといずれは1波長あたりの伝送速度を上げる必要がある。
なお、後者は現在のインターネットのトラフィックに関する法則でインターネットそのものが扱う情報量はムーアの法則（CPUの性能は24ヶ月で2倍になる）よりも早く多くなると言うものから導きだされたもの。実際の光ファイバーには様々な用途があるため、この通りになるのは多くの場合、ISPのバックボーンやIXなどに見られる。